# Manihot divergens
Manihot divergens är en törelväxtart som beskrevs av Johann Baptist Emanuel Pohl. Manihot divergens ingår i släktet Manihot och familjen törelväxter. Inga underarter finns listade i Catalogue of Life.